# Pavilhão Dr. Salvador Machado
Il Pavilhão Dr. Salvador Machado è il più importante palazzetto dello sport della città di Oliveira de Azeméis in Portogallo. Ha una capienza di 2.000 posti. 
L'impianto venne inaugurato nel 1986.
Di proprietà dell'União Desportiva Oliveirense ospita le gare casalinghe delle sezioni di hockey su pista e pallacanestro della polisportiva.

## Eventi ospitati
- Campionato mondiale maschile di hockey su pista Oliveira de Azeméis 2003
- Campionati europei di hockey su pista 2016